# بنتلی

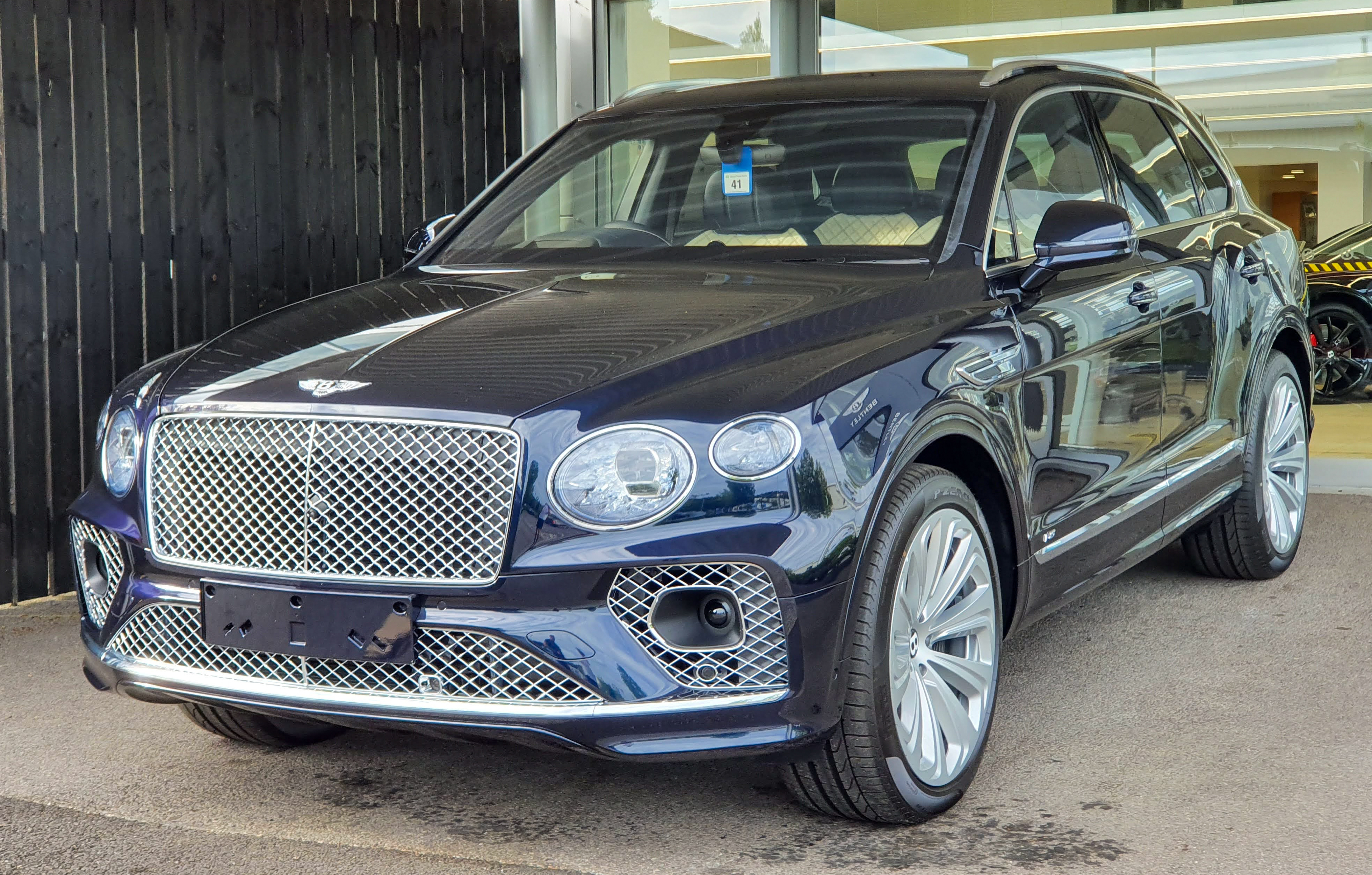
بنتلی بنتایگا ۲۰۲۰

بنتلی موتورز لیمیتد (به انگلیسی: Bentley Motors Limited) شرکت خودروسازی انگلیسی است که تولیدکننده خودروهای لوکس می‌باشد. این شرکت از سال ۱۹۹۸ زیرمجموعه گروه فولکس‌واگن است.
بنتلی در تاریخ ۱۸ ژانویه ۱۹۱۹ توسط والتر اوون بنتلی تأسیس شد. وی طراحی و ساخت خودروهایی را برعهده داشت، که شش بار مقام نخست را، در مسابقات اتومبیل‌رانی لمان، در سال‌های ۱۹۲۴، ۱۹۲۷، ۱۹۲۸، ۱۹۲۹ و ۱۹۳۰ به‌دست آوردند.
در سال ۱۹۳۱ رولز-رویس لیمیتد این شرکت را خریداری کرد و درپی فروش کارخانه اصلی بنتلی، تولید خودروهای آن، برای ۲ سال متوقف شد. از سال ۱۹۳۳ تنها نام بنتلی در خودروهای اسپورت‌سایلنت رولزرویس مورداستفاده قرار می‌گرفت. از ۱۹۴۵ که کارخانه مستقر در شهر کرو، شرکت بنتلی بار دیگر راه‌اندازی شد، خودروهای تولیدشده توسط این شرکت، با نام تجاری رولزرویس-بنتلی به بازار عرضه می‌گردید، تا این‌که در سال ۱۹۹۸ توسط گروه فولکس‌واگن خریداری شد.
اکنون دفتر مرکزی و کارخانه تولیدی اصلی شرکت بنتلی موتورز، در شهر کرو، انگلستان مستقر می‌باشند. در ماه نوامبر سال ۲۰۱۲ بزرگترین بازار فروش خودروهای بنتلی چین اعلام شده‌است.

## بنتلی موتورز

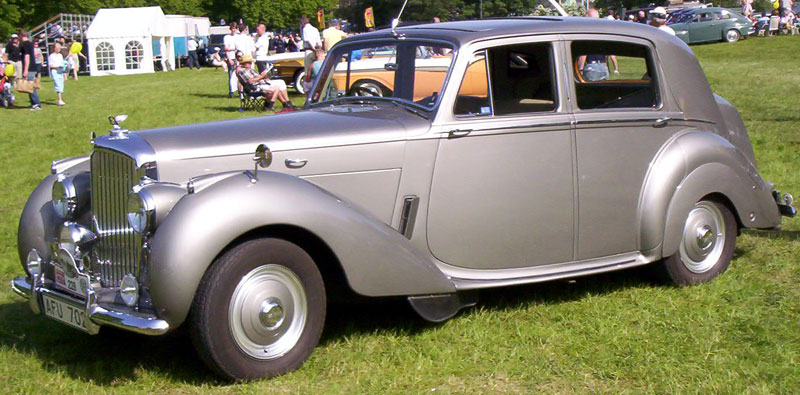
بنتلی مارک ۴

پیش از جنگ جهانی اول والتر اوون بنتلی با همکاری برادرش؛ هوراس میلنر بنتلی، در فروش خودروهای یک شرکت خودروسازی فرانسوی، به نام دی‌اف‌پی مشارکت داشت، اما همواره خواهان طراحی و ساخت خودروهایی با نام تجاری بنتلی بود.
والتر در سال ۱۹۱۳ بازدیدی از کارخانه دی‌اف‌پی به عمل آورد و فلز سبک آلومینیوم، توجه او را جلب کرد و پس از بررسی‌های اولیه، بنتلی به ارائه نظریه به‌کارگیری فلزات سبک وزن، به جای آهن، در ساخت پیستون‌های به‌کارگرفته‌شده در موتور خودروها پرداخت. پیستون‌های آلومینیومی بنتلی برای نخستین بار در جنگ جهانی در موتورهای هواپیما استفاده شد.

شرکت خودروسازی بنتلی در تاریخ ۱۸ ژانویه ۱۹۱۹ توسط والتر اوون بنتلی تأسیس شد. بنتلی از همان آغاز کار، ساخت خودروهای استثنایی و خاص را، در دستور کار خود قرار داد. در ماه اوت سال ۱۹۱۹ نیز شرکت بنتلی موتورز (به انگلیسی: Bentley Motors Ltd) به‌صورت رسمی ثبت گردید و در اکتبر همان سال، در نمایشگاه خودروی لندن، یک شاسی با موتور ساختگی (نمایشی یا مفهومی)، به معرض نمایش قرار گرفت. در ماه دسامبر نیز، موتور اولیه ساخته شد، اما طراحی و توسعه آن، بیشتر از چیزی که انتظار می‌رفت، زمان برد و خودروهای اولیه حتی تا سپتامبر ۱۹۲۱ به‌صورت کامل آماده نشدند. 

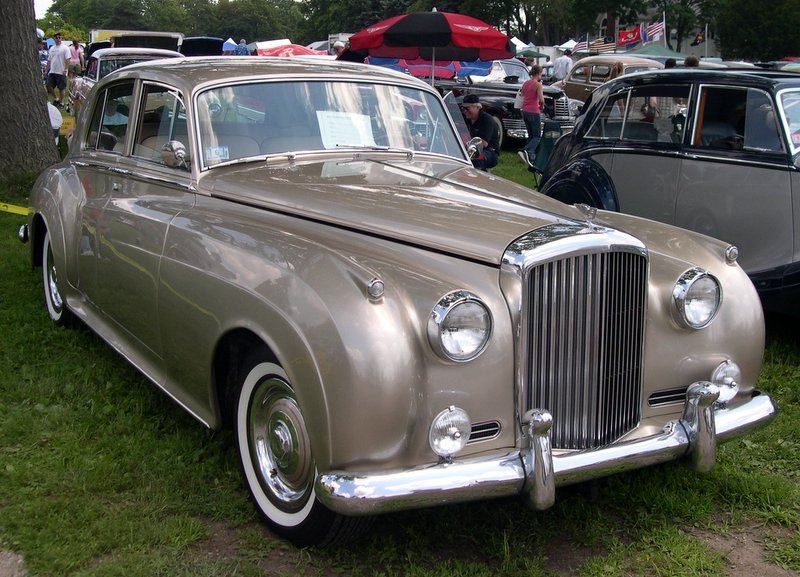
بنتلی اس۲

بنتلی در سال‌های فعالیتش از لحاظ مالکیت، سه دوره را پشت‌سر گذاشت. دوره نخست از سال ۱۹۱۹ آغاز شد و تا سال ۱۹۳۱ ادامه داشت. در این دوره مدیریت بنتلی مستقل عمل می‌کرد و مالکیت شرکت در اختیار والتر بنتلی قرار داشت. بیشتر مقام‌ها و افتخاراتی که در مسابقات کسب کرده را در این دوران به‌دست آورد.

## بنتلی بویز
در پایان دوره نخست شرکت با فراز و نشیب‌های دیگری دست و پنجه‌نرم می‌کرد و «ولف بارناتو» که عضو گروه معروف بنتلی بویز (به انگلیسی: Bentley Boys) هم بود، در این دوران دست به کارها و تمهیداتی زد. تلاش اصلی او حفظ سبک و شیوه بنتلی بود، اما انحطاط و کسادی گسترده سبب کاهش مطالبات محصولات پرهزینه و گران شرکت شد، به طوری که سرانجام بنتلی در سال ۱۹۳۱ به رولز-رویس لیمیتد فروخته شد.
گروه بنتلی بویز شامل چند نفر از افراد توانگر و ثروتمند بریتانیایی بود، که به حفظ اعتبار نام بنتلی و آماده‌سازی و بهینه‌سازی تیم اتومبیلرانی بنتلی، برای مسابقات می‌پرداختند، که در دهه ۱۹۲۰ و به‌ویژه سال‌های ۱۹۲۷ تا ۱۹۳۰ به موفقیت‌ها و پیروزی‌هایی دست یافتند.

## رولز-رویس لیمیتد

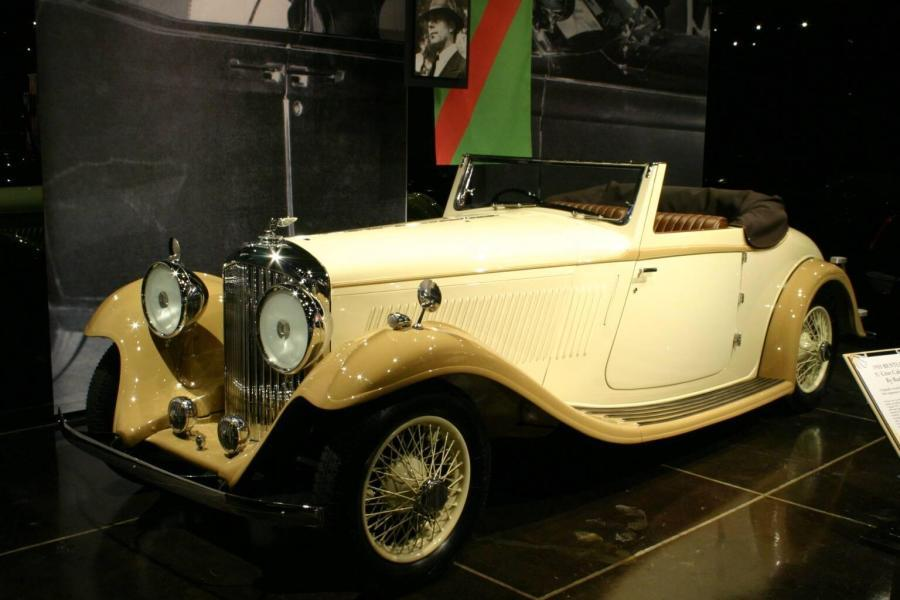
بنتلی کابریولت، محصول سال ۱۹۳۵

شرکت خودروسازی رولز-رویس لیمیتد به صورت محرمانه و با به‌کارگیری نهادی به نام (به انگلیسی: British Central Equitable Trust) بنتلی را به دست آورد و حتی مالک این شرکت؛ والتر بنتلی نیز هویت واقعی خریدار را، تا زمانی که قرارداد کامل بسته شد، نمی‌دانست!
شرکت جدید با مالکیت کامل رولز رویس شکل گرفت و سرانجام والتر بنتلی بنابر قرارداد بسته شده، شرکت بنتلی را ترک کرد و در سال ۱۹۳۵ به شرکت لاگوندا پیوست. کارخانه بنتلی در کریکل‌وود نیز تعطیل شد، سپس توسط مدیریت وقت رولزرویس به‌فروش رسید. تولیدات بنتلی نیز به کارخانه رولز رویس در شهر دربی انگلستان انتقال پیدا کرد.
در سال ۱۹۳۳ هنگامی که بنتلی جدید، با نام تجاری رولزرویس-بنتلی نمایان شد، برخی مشتریان قدیمی ناامید شدند، اما برخی دیگر از مشتریان استقبال خوبی در خرید خودروهای تولیدی از خود نشان دادند. پس از جنگ جهانی دوم تولیدات بنتلی و رولزرویس به یک کارخانه در شهر چشر، که در زمان جنگ به ساخت موتور می‌پرداخت، منتقل شد.
خودروهایی که در این دوره ساخته شدند، بسیار شبیه به هم بودند. در واقع بنتلی و رولز رویس بیشتر محصولاتی نسبتاً مشابه و تنها با برند و یک شمار ویژگی‌های ظاهری مخصوص به خود عرضه می‌کردند و گاه حتی محصولی با یک نام، اما دو برند متفاوت عرضه می‌شد. سپس بنتلی با یک سری تفاوت‌های ظاهری نسبت به خودروهای رولزرویس، اما با قیمت پائین‌تر وارد بازار شد.

## ویکرز پی‌ال‌سی

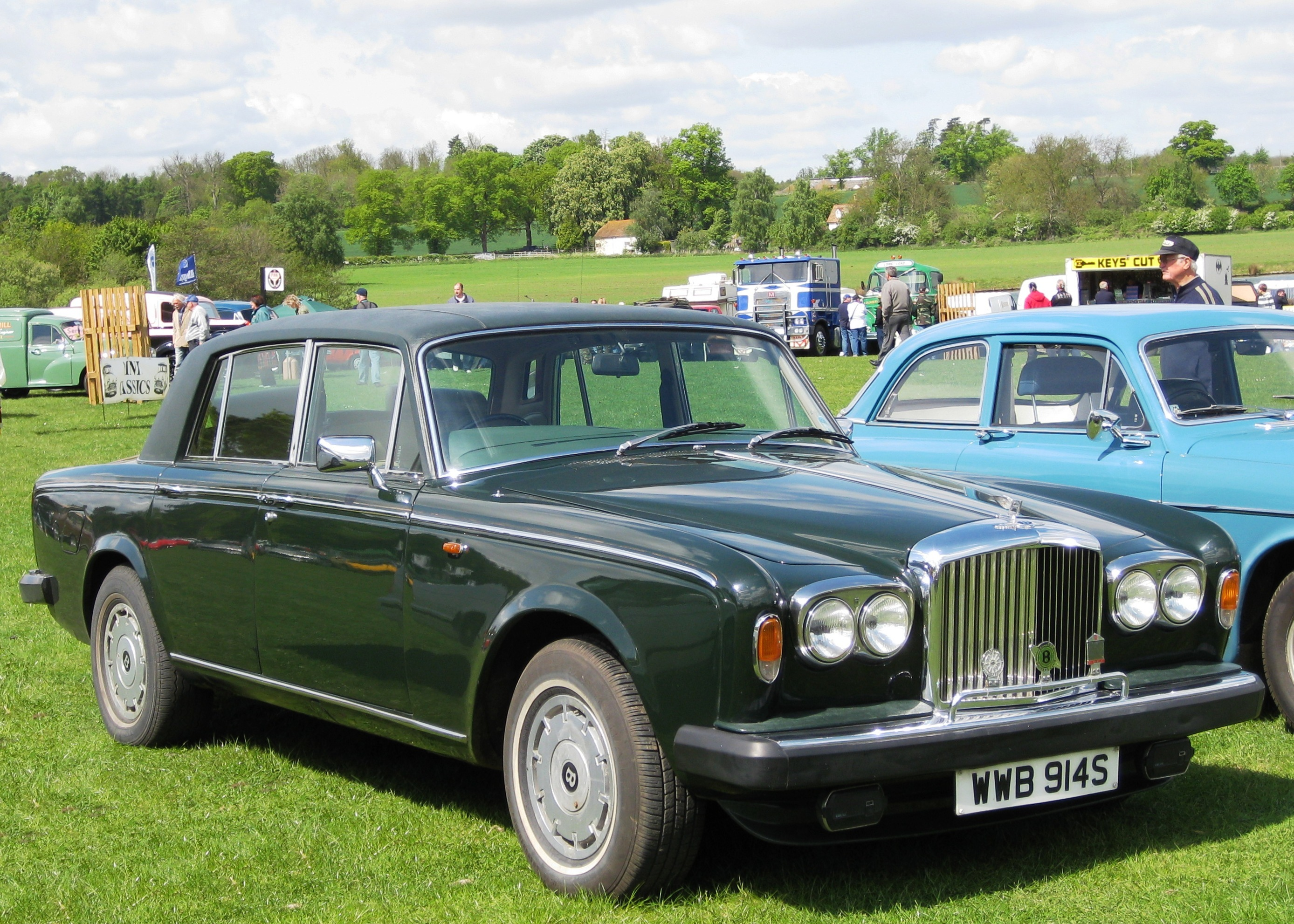
بنتلی تی۲ مدل ۱۹۷۷

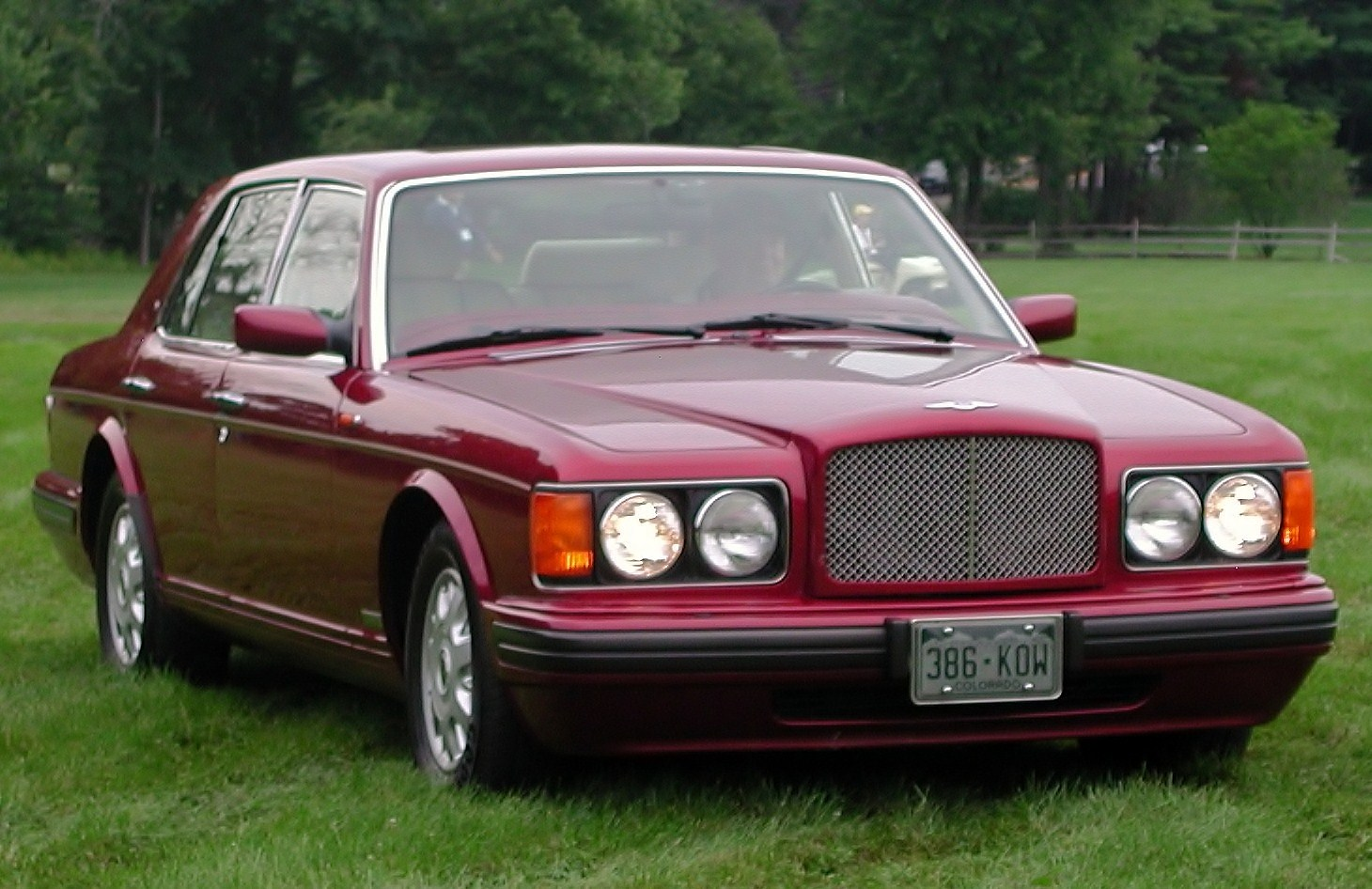
بنتلی بروکلند محصول ۱۹۹۷

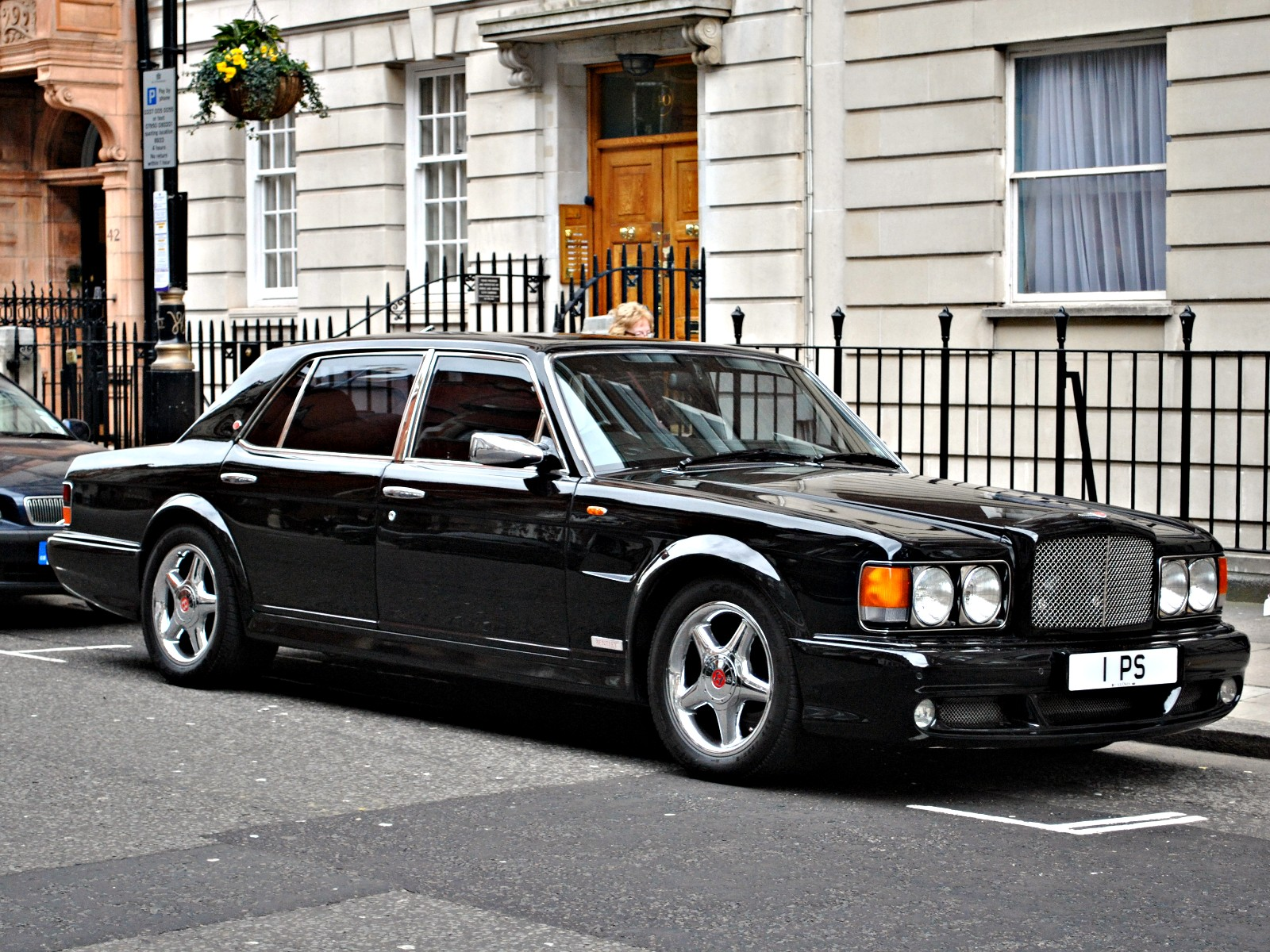
بنتلی توربو آرتی

در دهه‌های ۱۹۷۰ و ۱۹۸۰ میلادی اوضاع این شرکت، بسیار نابسامان بود و شرکت بنتلی دوران پرفراز و نشیبی را تجربه کرد. در این دوران، شرکت مادر؛ یعنی رولزرویس به‌خاطر برخی مشکلات و هزینه‌های توسعه، بازسازی کارخانجات و تفکیک، با مشکلاتی مواجه شد و در حال ورشکستگی بود.
در پایان در پی بروز مشکلات مالی شرکت رولز-رویس لیمیتد در ماه اوت سال ۱۹۸۰ توسط شرکت ویکرز پی‌ال‌سی خریداری شد. پس از این انتقال، بنتلی نیز تحت مدیریت شرکت ویکرز قرار گرفت. در این دوره کارخانه تولید خودروهای اسپورت بنتلی، توسط ویکرز بازسازی و بار دیگر سازماندهی شد.
از دیگر اقدامات ویکرز، جداسازی نام تجاری رولزرویس، از خودروهای تولید شده توسط بنتلی بود. در مجموع شرکت بنتلی در فاصله سال‌های ۱۹۸۰ تا ۱۹۹۸ تحت مدیریت ویکرز قرار داشت. در ۱۹۸۴ نخستین خودروی بنتلی زیرنظر ویکرز تولید شد. خودروهای بنتلی که در این دوره تولید شدند، به صورت زیر می‌باشند:
- ۱۹۸۴–۱۹۹۵ بنتلی کنتیننتال
  - ۱۹۹۲–۱۹۹۵ بنتلی کنتیننتال توربو
- ۱۹۸۰–۱۹۹۲ بنتلی مولسان 
  - ۱۹۸۴–۱۹۸۸ بنتلی مولسان لموزین
  - ۱۹۸۲–۱۹۸۵ بنتلی مولسان توربو
  - ۱۹۸۷–۱۹۹۲ بنتلی مولسان اس
- ۱۹۸۴–۱۹۹۲ بنتلی هشت
- ۱۹۸۵–۱۹۹۵ بنتلی توربو آر: (توربوشارژر)
- ۱۹۹۱–۲۰۰۲ بنتلی کانتیننتال آر
  - ۱۹۹۴–۱۹۹۵ بنتلی کانتیننتال اس
  - ۱۹۹۶–۲۰۰۲ بنتلی کانتیننتال تی
  - ۱۹۹۹–۲۰۰۳ بنتلی کانتیننتال آر میلینر
- ۱۹۹۲–۱۹۹۸ بنتلی بروکلند
  - ۱۹۹۶–۱۹۹۸ بنتلی بروکلند آر
- ۱۹۹۴–۱۹۹۵ بنتلی توربو اس
- ۱۹۹۵–۱۹۹۷ بنتلی نیو توربو آر
- ۱۹۹۵–۲۰۰۳ بنتلی آزور
- ۱۹۹۶–۲۰۰۲ بنتلی کانتیننتال تی
- ۱۹۹۷–۱۹۹۸ بنتلی توربو آرتی

## گروه فولکس‌واگن

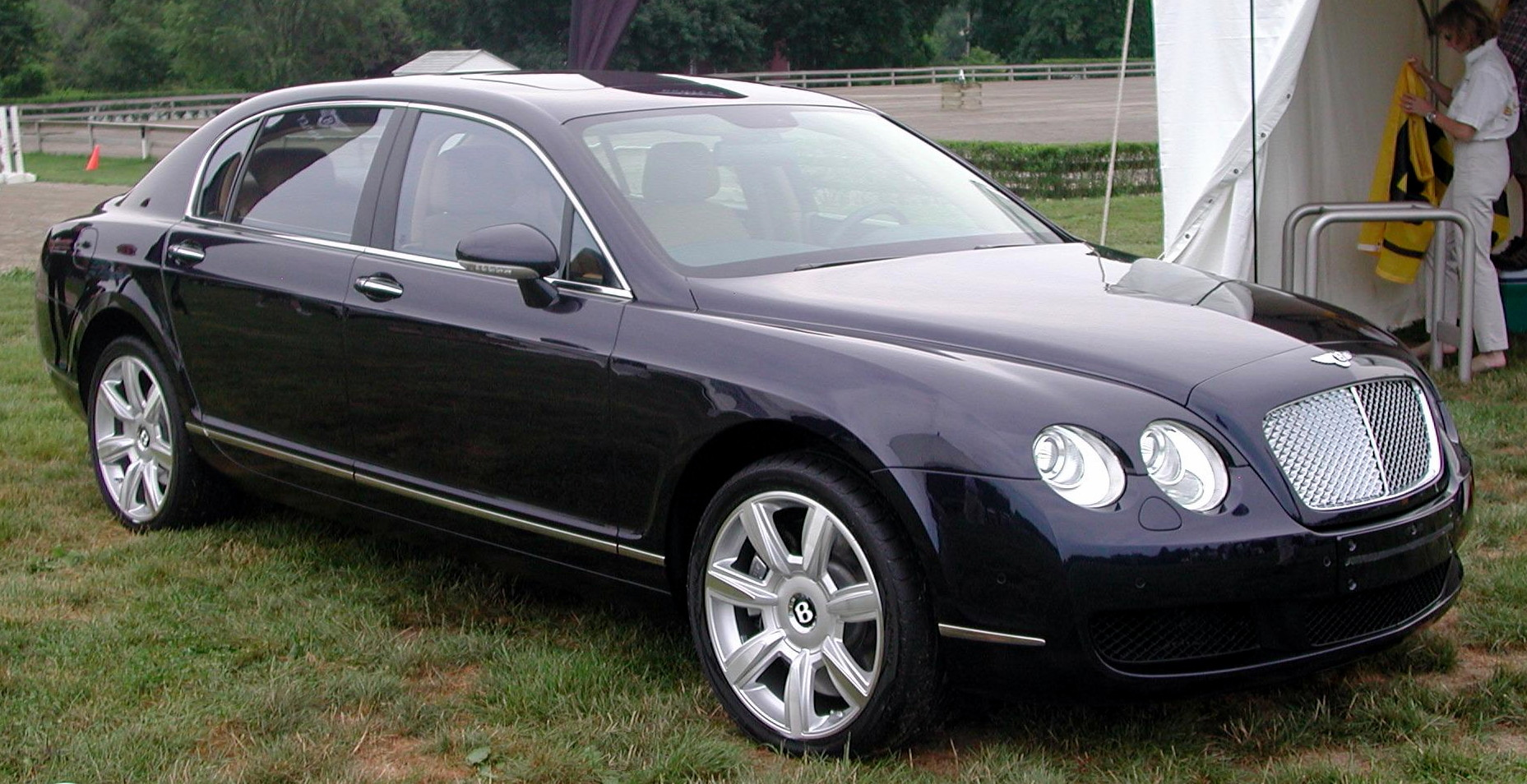
بنتلی کانتیننتال فلایینگ اسپار ۲۰۰۵

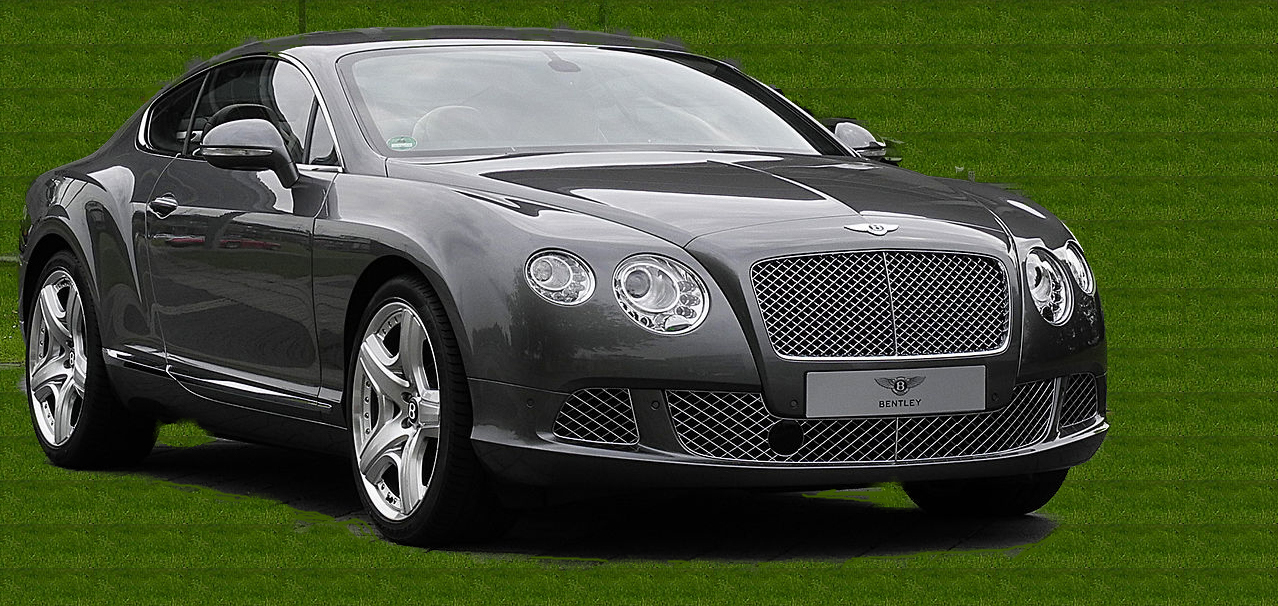
بنتلی کانتیننتال جی‌تی ۲۰۱۱

در سال ۱۹۹۸ شرکت بنتلی توسط گروه فولکس‌واگن به مبلغ ۴۳۰ میلیون پوند خریداری گردید. در دوره مالکیت گروه فولکس واگن یک سری قضایا بین گروه فولکس‌واگن و ب ام و پیش آمد فرصت‌های جدیدی برای این شرکت انگلیسی مهیا شد و مالکیت آلمانی آن، با مدیریت و مهندسی دقیق همواره تلاش در پیشرفت بنتلی داشت.
شرکت بنتلی موتورز هم‌اکنون با داشتن بیش از ۳٫۵۰۰ کارمند، سالانه درآمدی بالغ بر ۱٫۴ میلیارد یورو داشته‌است. در فاصله سال‌های ۱۹۹۸ تاکنون شرکت بنتلی تحت مدیریت گروه فولکس واگن، خودروهای زیر را به بازار عرضه کرده‌است:
- ۱۹۹۸: بنتلی ارینج
- ۱۹۹۹: بنتلی هونادیئرز
- ۲۰۰۲: بنتلی استیت لموزین
- ۲۰۰۳: بنتلی کانتیننتال جی‌تی
- ۲۰۰۵: بنتلی کانتیننتال فلایینگ اسپار (۲۰۰۵)
- ۲۰۰۶: بنتلی آزور
- ۲۰۰۶: بنتلی کانتیننتال جی‌تی
- ۲۰۰۷: بنتلی کانتیننتال جی‌تی اسپید
- ۲۰۰۸: بنتلی بروکلند
- ۲۰۰۹: بنتلی کانتیننتال جی‌تی اسپید
- ۲۰۰۹: بنتلی آزور تی
- ۲۰۰۹: بنتلی ارینج فاینال
- ۲۰۰۹: بنتلی کانتیننتال جی‌تی سوپراسپورت
- ۲۰۰۹: بنتلی زاگاتو جی‌تی
- ۲۰۱۰: بنتلی مولسان ۲۰۱۰
- ۲۰۱۱: بنتلی کانتیننتال جی‌تی نسل دوم

## آمار و ارقام
| سال  | سود یا زیان میلیون € یورو | کارکنان | مجموع تولید | آمریکا | چین  | اروپا | بریتانیا | خاورمیانه | آسیا اقیانوسیه | سایر |
| ---- | ------------------------- | ------- | ----------- | ------ | ---- | ----- | -------- | --------- | -------------- | ---- |
| ۱۹۹۸ |                           | ۱۵۰۰    | ۴۱۴         |        |      |       |          |           |                |      |
| ۱۹۹۹ |                           |         | ۱۰۰۱        |        |      |       |          |           |                |      |
| ۲۰۰۰ |                           |         | ۱۴۶۹        |        |      |       |          |           |                |      |
| ۲۰۰۱ |                           |         | ۱۴۲۹        |        |      |       |          |           |                |      |
| ۲۰۰۲ |                           |         | ۱۱۵۷        |        | ۳۶   |       |          |           |                |      |
| ۲۰۰۳ |                           |         | ۱۰۱۷        |        |      |       |          |           |                |      |
| ۲۰۰۴ |                           |         | ۷۴۱۱        |        |      |       |          |           |                |      |
| ۲۰۰۵ |                           |         | ۸۶۲۷        | ۳۶۵۴   | ۵۰۰  |       |          |           |                | ۴۴۷۳ |
| ۲۰۰۶ | +۱۳۷                      |         | ۹۳۸۷        | ۴۰۳۵   | ۱۷۵  | ۲۰۲۴  |          |           |                | ۳۱۵۳ |
| ۲۰۰۷ | +۱۵۵                      |         | ۱۰۰۱۴       | ۴۱۹۶   | ۳۳۸  | ۲۱۶۶  | ۲۰۷۹     |           |                | ۱۲۳۵ |
| ۲۰۰۸ | +۱۰                       |         | ۷۶۰۵        |        |      |       |          |           |                |      |
| ۲۰۰۹ | -۱۹۴                      | ۳۵۰۰    | ۴۶۱۶        | ۱۴۳۳   | ۴۸۹  |       | ۸۹۷      |           |                | ۱۷۹۷ |
| ۲۰۱۰ | -۲۴۵                      |         | ۵۱۱۷        | ۱۵۲۵   | ۹۱۰  | ۷۷۶   | ۹۸۲      |           |                | ۹۲۴  |
| ۲۰۱۱ | ۸                         | ۴۰۰۰    | ۷۰۰۳        | ۲۰۲۱   | ۱۸۳۹ | ۱۱۸۷  | ۱۰۳۱     | ۵۶۶       | ۲۴۹            | ۱۱۰  |
| ۲۰۱۲ | ۱۰۰                       |         | ۸۵۱۰        | ۲۴۵۷   | ۲۲۵۳ | ۱۳۳۳  | ۱۱۰۴     | ۸۱۵       | ۳۵۸            | ۱۹۰  |

## میزان تولید
| سال  | سی‌جی‌تی کوپه | سی‌جی‌تی کابریو | فلایینگ اسپار | مولسان | ارینج | بروکلند | آزور | کانتیننتال | سایر مدل‌ها | رولز-رویس | مجموع |
| ---- | ----------- | ------------- | ------------- | ------ | ----- | ------- | ---- | ---------- | ---------- | --------- | ----- |
| ۲۰۰۰ |             |               |               |        | ۱۲۴۳  |         | ۱۳۱  | ۹۳         | ۲          | ۴۶۹       | ۱۹۳۸  |
| ۲۰۰۱ |             |               |               |        | ۱۰۴۹  |         | ۲۰۵  | ۱۱۴        | ۶۱         | ۳۵۲       | ۱۷۸۱  |
| ۲۰۰۲ |             |               |               |        | ۸۸۳   |         | ۶۹   | ۵۰         | ۶۱         | ۱۴۷       | ۱۲۱۰  |
| ۲۰۰۳ | ۱۰۷         |               |               |        | ۶۰۷   |         | ۶۲   | ۱۶         |            |           | ۷۹۲   |
| ۲۰۰۴ | ۶۸۹۶        |               |               |        | ۷۹۰   |         |      |            |            |           | ۷۶۸۶  |
| ۲۰۰۵ | ۴۷۳۳        |               | ۴۲۷۱          |        | ۵۵۶   |         |      |            |            |           | ۹۵۶۰  |
| ۲۰۰۶ | ۳۶۱۱        | ۱۷۴۲          | ۴۰۴۲          |        | ۴۶۴   |         | ۱۷۷  |            |            |           | ۱۰۰۳۶ |
| ۲۰۰۷ | ۲۱۴۰        | ۴۸۴۷          | ۲۲۷۰          |        | ۳۵۷   | ۸       | ۳۵۰  |            |            |           | ۹۹۷۲  |
| ۲۰۰۸ | ۲۶۹۹        | ۲۴۰۸          | ۱۸۱۳          |        | ۲۷۷   | ۳۱۲     | ۱۶۵  |            |            |           | ۷۶۷۴  |
| ۲۰۰۹ | ۱۲۱۱        | ۷۲۲           | ۱۳۵۸          |        | ۱۴۷   | ۱۰۶     | ۹۳   |            |            |           | ۳۶۳۷  |
| ۲۰۱۰ | ۱۷۳۵        | ۸۴۳           | ۱۹۱۴          | ۳۵۴    |       | ۶       | ۲    |            |            |           | ۴۸۵۴  |
| ۲۰۱۱ | ۳۴۱۶        | ۶۷۷           | ۲۳۵۴          | ۱۱۴۶   |       |         |      |            |            |           | ۷۵۹۳  |
| ۲۰۱۲ | ۳۵۳۶        | ۲۶۳۸          | ۱۷۶۴          | ۱۱۶۹   |       |         |      |            |            |           | ۹۱۰۷  |

## نماد شرکت
پیش از تأسیس شرکت خودروسازی بنتلی، بیشتر شهرت بنیان‌گذار آن؛ والتر اوون بنتلی، به علت دامنه موتورهای چرخشی هواپیماهایی بود، که در جنگ جهانی اول از آن‌ها استفاده می‌شد و معروف‌ترین مدل آن بنتلی بی‌آر۱ بود، که در هواپیمای «ساپ ویت کَمِل» از آن استفاده می‌شد.
این شرکت در سال‌های اولیه به تولید هواپیما می‌پرداخت و در نشان تجاری شرکت بنتلی نیز از دو عدد بال استفاده شده، که سمبل پرواز و برتری است. در بخش میانی این نماد، یک حرف B لاتین وجود دارد، که مخفف واژه بنتلی می‌باشد.